# Lany Kaligis
Lany Kaligis (22 april 1949) is een voormalig tennisspeelster uit Indonesië. Zij stond ook bekend als Lany Lumanauw.
Op de Aziatische Spelen 1966 won zij de gouden medaille in het enkelspel, en samen met Lita Liem ook de gouden medaille in het dubbelspel.
Kaligis speelde tussen 1969 en 1975 voor Indonesië 27 partijen op de Fed Cup.

## Resultaten grandslamtoernooien
| Legenda | Legenda                          |
| ------- | -------------------------------- |
| g.t.    | geen toernooi gehouden           |
| l.c.    | lagere categorie                 |
| –       | niet deelgenomen                 |
| G       | uitgeschakeld in de groepsfase   |
| 1R      | uitgeschakeld in de eerste ronde |
| 2R      | uitgeschakeld in de tweede ronde |
| 3R      | uitgeschakeld in de derde ronde  |
| 4R      | uitgeschakeld in de vierde ronde |
| KF      | uitgeschakeld in de kwartfinale  |
| HF      | uitgeschakeld in de halve finale |
| F       | de finale verloren               |
| W       | het toernooi gewonnen            |
| w-v     | winst/verlies-balans             |

### Enkelspel
| toernooi        | 1968 | 1969 | 1970 | 1971 | 1972 | 1973 | 1974 | 1975 |
| --------------- | ---- | ---- | ---- | ---- | ---- | ---- | ---- | ---- |
| Australian Open | 3R   | 1R   | 3R   | –    | –    | –    | –    | –    |
| Roland Garros   | –    | 2R   | –    | 1R   | –    | 1R   | 1R   | 1R   |
| Wimbledon       | –    | 1R   | 1R   | 1R   | 1R   | 2R   | 1R   | 2R   |
| US Open         | –    | –    | 1R   | 1R   | –    | –    | –    | –    |

### Vrouwendubbelspel
| toernooi        | 1968 | 1969 | 1970 | 1971 | 1972 | 1973 | 1974 | 1975 |
| --------------- | ---- | ---- | ---- | ---- | ---- | ---- | ---- | ---- |
| Australian Open | 2R   | 1R   | KF   | –    | –    | –    | –    | –    |
| Roland Garros   | –    | 2R   | 3R   | 2R   | 1R   | 1R   | 2R   | –    |
| Wimbledon       | –    | 2R   | 2R   | KF   | 2R   | 2R   | 2R   | 2R   |
| US Open         | –    | –    | 1R   | –    | –    | –    | –    | –    |

### Gemengd dubbelspel
| toernooi        | 1968 |      | 1971 |
| --------------- | ---- | ---- | ---- |
| Australian Open | 1R   | g.t. |      |
| Roland Garros   | –    | –    |      |
| Wimbledon       | –    | –    |      |
| US Open         | –    | 1R   |      |